# 全画幅

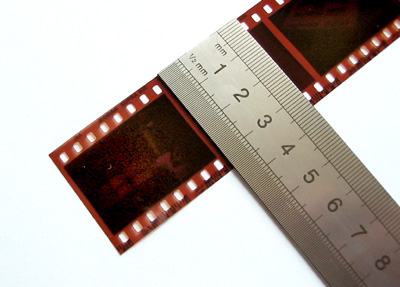
在135底片上以全画幅规格拍摄的情况

全画幅（或称全片幅、135、35mm、FX），指的是感光元件尺寸为36×24mm。

## 概述

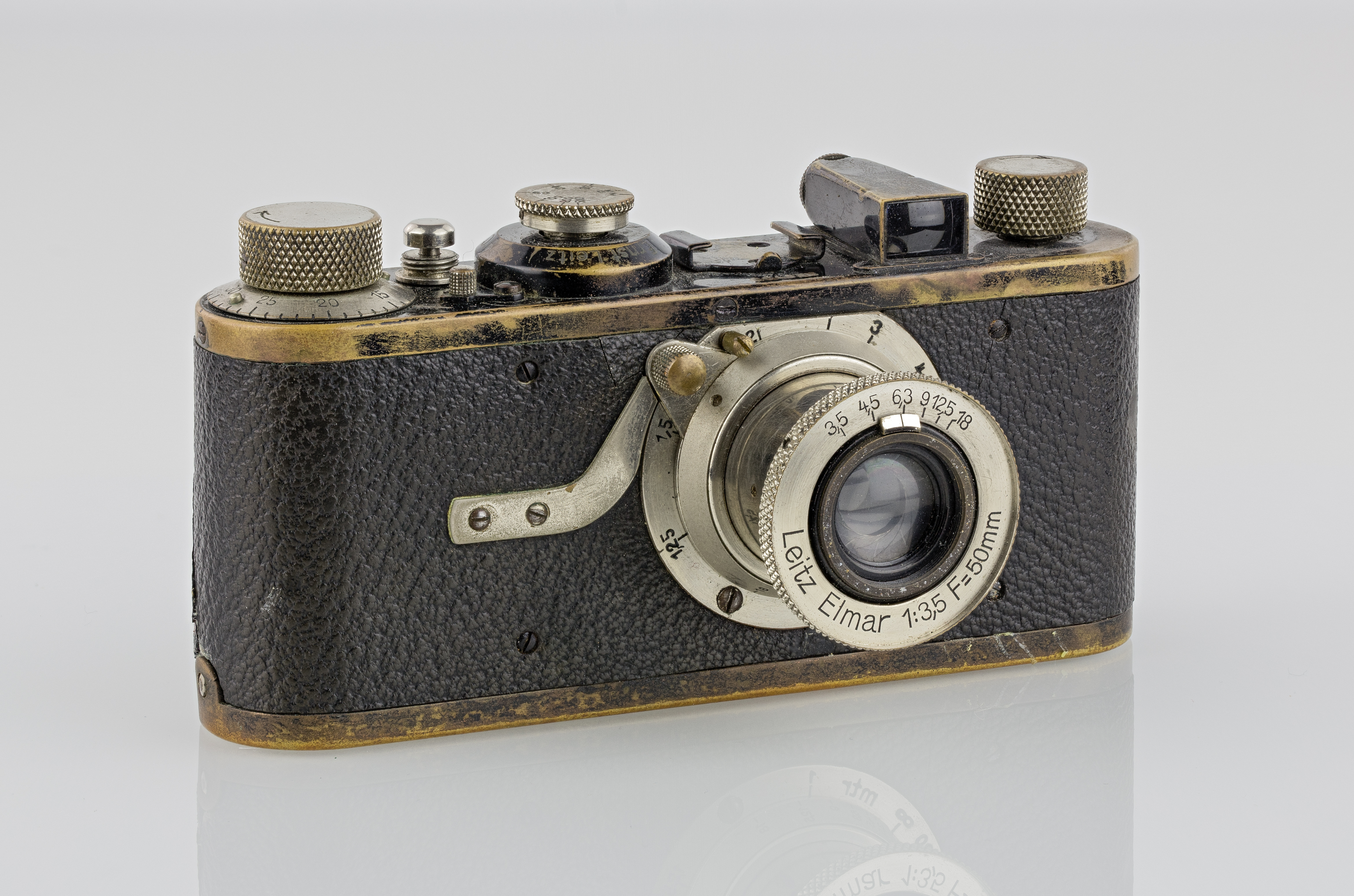
Leica I，1927，最早的风靡世界的135机型

虽然电影工业中早已使用35mm规格暗盒（Cassette），且早期静止相机（Still Camera）多有应用，但一般为18x24mm规格。柯达标准的KS-1870则确定了使用35mm胶片，且保持36×24mm规格为135格式；其后，徕卡公司的Leica I型照相机也使得让这一标准成为应用惯例。
现在一般指称全画幅，更多是为了与以下情况进行区分：
- 同样使用135底片的半幅用法；
- 摄像中使用的Super 35（英语：Super 35）规格；
- 数码时代，兼容同样镜头的APS-C规格机身。

由于这一规格的大规模使用，通常说的35mm等效焦距也是将其他底片格式上的焦距按照视角换算到这一系统上对比。
此外，虽然景深计算可以只通过放大率与光圈值求取；但是同样的等效焦距与光圈值下，全画幅相比更小的传感器尺寸有更好的虚化，而使得在相关题材的摄影创作中，如人像摄影或微距摄影中，用户需要关注这一指標。

## 关于全画幅的其他使用

### CCD图像传感器技术
全画幅也用于指称，在电荷耦合器件传感器技术中，传感器的内容覆满整片感光原件的面积，而不是与同一空间相关像素共享的方式。

### 135胶卷相机
在使用35mm（135型）胶卷的照相机中，可区分为用满36mm*24mm的全画幅（full-frame，底片时代俗称全格机）和只用18mm*24mm的半片幅（Half-frame，俗称半格机）两种机型。
此外，部分机型带有特殊的拍摄模式，用以获得较高的长宽比画面，其实现方式也有两种：
- 宽幅

虽然使用135规格胶片，但是镜头成像圈高于全幅标准，如Hasselblad XPAN与XPAN II。
- 遮幅

使用135规格镜头拍摄，上下遮挡而得到宽幅画面。
这类规格也与全画幅不同。

## 可能产生的错误认知
在胶片时代，感光媒介只籠統分成135、中片幅和大片幅，並無「全片幅」類別。由於全片幅的「全（Full）」给人「最大」的感覺，不少數位年代才接触攝影的爱好者經常誤以为全片幅感光面积大於中片幅。